# آلاء الصدیق
آلاء الصدیق (۱۸ ژوئن ۱۹۸۸ – ۱۹ ژوئن ۲۰۲۱)، شاعر برجسته و فعال حقوق بشر اهل امارات بود.

## تحصیلات
آلاء الصدیق در شهر شارجه و در یک خانواده تحصیل‌کرده و مذهبی به‌دنیا آمد و در سال ۲۰۱۰ لیسانس خود را در رشته شریعه با درجه اعلی از دانشگاه شارجه به‌دست‌آورد. او میان سال‌های ۲۰۰۷ و ۲۰۰۸ رئیس اتحادیه ملی دانشجویان امارات بود. هنگام ظهور بهار عربی ۲۰۱۱، آلاء الصدیق یک گروه دادخواست (طومار) جوانان را که متشکل از دانشجویان بود، ایجاد کرده، نشست‌ها و جلسات حضوری و آنلاین را ترتیب می‌داد تا دربارهٔ موضوعات حقوق بشری و آنچه که می‌تواند برای بهبود زندگی سایر شهروندان امارات انجام دهند، بحث می‌نمودند. او به تحصیل خود را در دیپلم پسا-فارغ‌التحصیلی رشته تعلیم و تربیت از دانشگاه شارجه ادامه داد. پس از دستگیری پدرش، محمد الصدیق و افزایش سرکوب دولت علیه فعالان مدنی و اصلاح‌طلبان، در سال ۲۰۱۲ همراه همسرش به قطر پناهنده شد. او چند سال در آن‌جا اقامت گزید و به تحصیل خود برای کسب کارشناسی ارشد در رشته سیاست عمومی از دانشگاه حمد بن خلیفه ادامه داد و سرانجام در سال ۲۰۱۶ فارغ‌التحصیل شد.

## حرفه
متعاقباً به انگلستان عزیمت نموده و مدیر اجرایی نهاد «القسط» (ALQST) که در راستای حمایت از حقوق بشر در امارات متحده عربی و در تمام جهان عرب فعالیت می‌نمود، تعیین شد. در ماه ژانویه ۲۰۱۸ میلادی، محمد بن عبدالرحمن آل ثانی، وزیر امور خارجه قطر در مصاحبه‌ای پیرامون کشمکش‌های جاری بر سر زندانیان سیاسی با امارات متحده عرب پس از ۲۰۱۵ اظهار نظر کرد و فاش نمود که دولت امارات متحده عرب مکرراً فشار می‌آورد تا یک زن مشخص را برای محاکمه به امارات تسلیم نماید. عبدالله بن حمد الاثبه، سردبیر روزنامه «العرب» در مطلبی در تویترش فاش کرد، زنی که امارات خواهان بازگرداندن‌اش به آن کشور است، آلاءالصدیق بوده، اما قطر بر رد قاطعانه این خواست امارات تأکید کرده و گفته‌است که نظام حقوقی آن‌ها تسلیم سازی زندانیان سیاسی را مجاز نمی‌شمرند. بی‌درنگ، روزنامه‌های امارات، شامل «الاتحاد» و «العین»، بیانیه‌هایی را منتشر کردند و او را تروریست نامیدند. هم‌چنین مدعی شدند که وی با پاسپورت جعلی سوری ساخته شده از سوی دولت قطر به امارات فرار کرده تا ابتداء رهبر اخوان المسلمین در خلیج و سپس در انگلستان شود.
آلاء در اوت ۲۰۲۰ میلادی، یکی از سخنرانان اصلی در سمپوزیمِی تحت عنوان «ائتلاف خلیج در برابر عادی سازی» بود که بیشتر از ۸۰۰ فعال حقوق بشر از سراسر کشورهای خلیج در آن شرکت کرده بودند. او تأکید نمود که همه فعالان باید علیه عادی سازی محدودیت‌های جاری و فزاینده روی آزادی‌های دولت‌های خود به مقاوت بپردازند.
وی در ژوئیه ۲۰۲۱ میلادی، یکی از مظنون‌های تحت پی‌گیرد نرم‌افزار «پیگاسوس» بود که از سوی امارات استفاده می‌شود.

## زندگی شخصی
پدر او، محمد الصدیق، اهل علم و اصلاح‌طلب نام‌دار است که از سال ۲۰۱۲ بدین‌سو در کنار سایر زندانیان سیاسی در بازداشت دولت امارات به سر می‌برد. محمد الصدیق که متولد شارجه و استاد معروف در رشته شرعیه بود، در دانشگاه‌های امارات متحده عرب و دانشگاه شارجه تدریس می‌کرد. در هیئت مدیره چندین نهاد مالی و بانکداری اسلامی در کشور خدمت کرده بود. محمد الصدیق از سوی دولت امارات متحده عرب سلب تابعیت شد، فرزندانش نیز از کار و بورسیه‌های تحصیلی محروم شدند و در نهایت آن‌ها را نیز سلب تابعیت کرد.

## مرگ
آلاء به تاریخ ۱۹ ژوئن ۲۰۲۱ میلادی در روز شنبه در سن ۳۳ سالگی در یک حادثه ترافیکی جان باخت؛ او همراه با دوستانش سوار موتوری بود که با موتور دیگری در تقاطعِ A361 و B4437 در جنوب شیپتون آندر ویچوود در شهر آکسفوردشر حدود ساعت ۲۰:۳۰ تصادف نمود و در گذشت.
نهاد حقوق بشری «دموکراسی کنونی برای جهان عرب» (DAWN) از دولت انگلستان خواست تا شرایط مرگ او را بررسی کند.
خالد ابراهیم، مدیر اجرایی مرکز حقوق بشر خلیج، گفت که «او می‌دانست بعد از کارکردن در القسط خطر دو برابر می‌شود»، چون درک می‌کرد که «چه اتفاقی برای جمال خاشقچی افتاد». با این‌حال، عمر عبدالعزیز، یکی از مخالفین عربستان سعودی، ویدیوی را منتشر کرد. در آن بیان داشت که تلفن آلاء الصدیق توسط سازمان استخبارات امارات از طریق یک شرکت اسرائیلی هک شده بود.
نهاد «دموکراسی کنونی برای جهان عرب» از دولت امارات خواست تا جسد آلاء الصدیق را به این کشور بازگرداند و اجازه دهد او در کشور خود به خاک سپرده شود. این نهاد همچنین از امارات متحده عرب خواست به پدرش محمد عبدالرزاق الصدیق که زندانی سیاسی است، اجازه دهد در مراسم تدفین دخترش شرکت کند. ولی هر دو درخواست این نهاد از سوی دولت امارات رد شد. سرانجام، او به درخواست خانواده‌اش در ۲۷ ژوئن ۲۰۲۱ میلادی در قطر به خاک سپرده شد.